# Pittsboro, Mississippi
Pittsboro là một thành phố thuộc quận Calhoun, tiểu bang Mississippi, Hoa Kỳ. Năm 2010, dân số của thành phố này là 202 người.

## Dân số
- Dân số năm 2000: 212 người.
- Dân số năm 2010: 202 người.